# Argamasilla de Calatrava
Argamasilla de Calatrava – gmina w Hiszpanii, w prowincji Ciudad Real, w Kastylii-La Mancha, o powierzchni 165,94 km². W 2011 roku gmina liczyła 6018 mieszkańców.